# Tectarius viviparus
Tectarius viviparus is een slakkensoort uit de familie van de Littorinidae. De wetenschappelijke naam van de soort is voor het eerst geldig gepubliceerd in 1982 door Rosewater.